# معرض ليدي ليفر الفني
معرض ليدي ليفر الفني (بالإنجليزية: Lady Lever Art Gallery)‏ هو متحف بني من قبل وليام ليفر وأفتتح في سنة 1922، تقع في شبه جزيرة ويرال بالقرب من حدود ويلز، وهو ضمن ممتاحف ليفربول الوطنية. بني على الطراز الفكتوري الإدواردي، ويحتوي على لوحات فنية وعلى مجموعة من الأثاث الإنجليزي من القرن 18 و19 ومزهريات من الخزف الصيني وعلى منحوتات يونانية ورومانية. يتواجد في هذا المتحف أيضاً لوحات لعدة رسامين مشهورين مثل فريدريك لايتن ودانتي جابرييل روزيتي وويليام هنت وجوشوا راينولدس ووليام إيتي وتوماس غينزبرة وجوسايا ويدغوود وجون جيبسون وجون إيفرت ميليه ولورينس تديما.